# أنتون شال
أنتون شال (بالألمانية: Anton Schall)‏ (22 يونيو 1907 – 10 أغسطس 1947) لاعب كرة قدم نمساوي راحل كان يجيد اللعب في خط الهجوم .
لعب طوال مسيرته الرياضية في أندية ليوبولداور (1922-1923) ييدليرسدورف (1923-1925) أدميرا فيينا (1925-1941).
مثل منتخب النمسا في 28 مباراة مسجلا 27 هدف (1927-1934). شارك مع منتخب النمسا في بطولة كأس العالم 1934 في إيطاليا حيث احتل المركز الرابع.
تولى تدريب نادي بازل (1946-1947).

## مسيرته الكروية
لعب أنتون تشال خلال مسيرته الاحترافية مع نادِ واحدٍ في سبعة عشر موسمًا وسجل خلالها 231 هدف ضمن 285 مباراة. ولم يفز بأي موسم بالكأس أو بالدوري.
خاض أنتون تشال مسيرته مع نادي فينر في موسم 1925–26 ليلعب معه سبعة عشر موسمًا، مشاركًا في 285 مباراة سجل خلالها 231 هدف.

## وصلات خارجية
- أنتون تشال على موقع الاتحاد الدولي (مؤرشف)  (الإنجليزية)
- أنتون تشال على موقع قاعدة بيانات كرة القدم.إي يو (الإنجليزية)
- أنتون تشال على موقع ناشيونال فوتبول تيمز (الإنجليزية)
- هذا سيرة ذاتية